# Pinturicchio

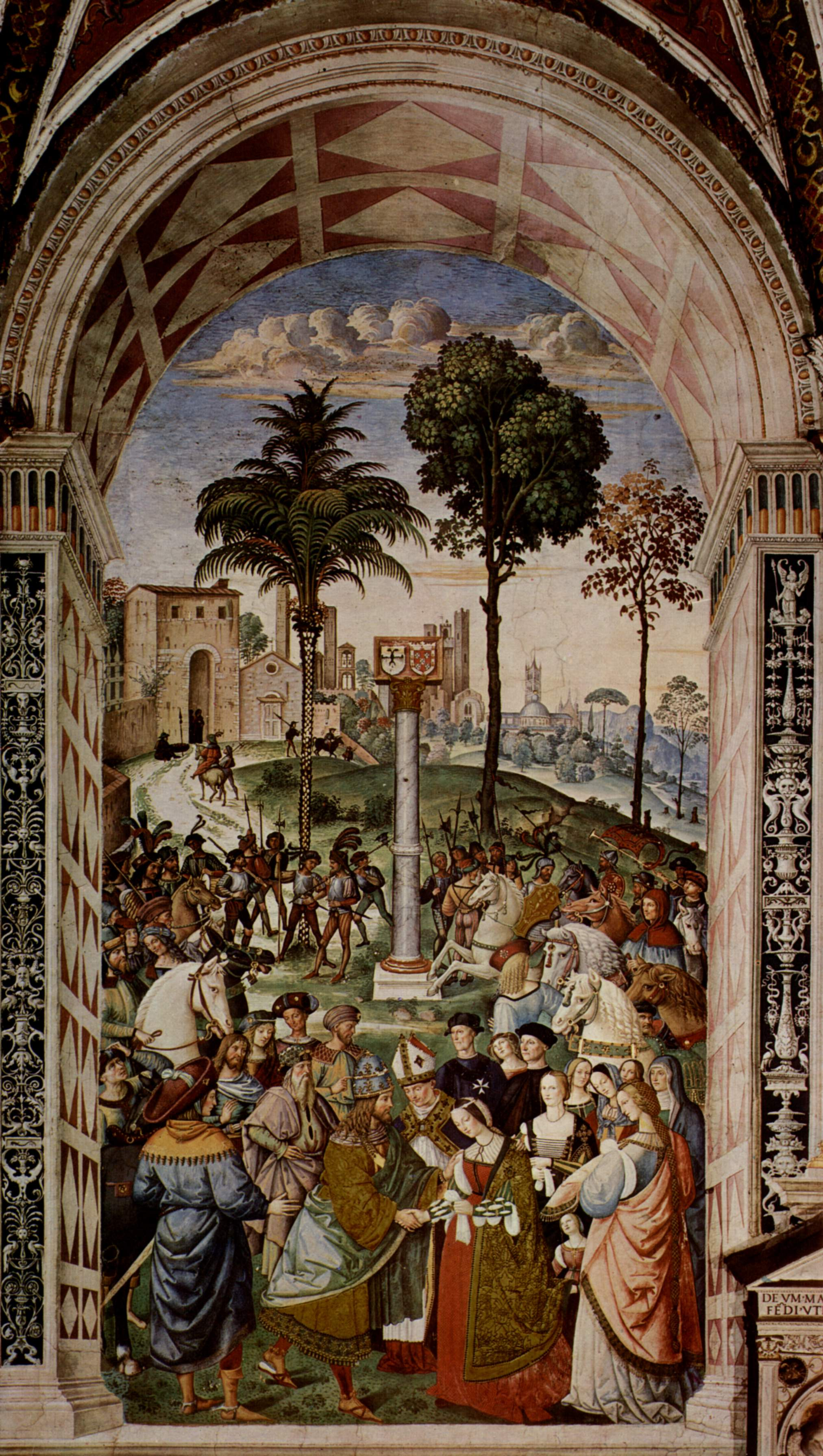
A Partida de Eneas Silvio Piccolomini ao Concílio

Bernardino di Betti, chamado Pinturicchio (1454 - 1513) foi um pintor italiano do Renascimento.
Nasceu na Perugia e estudou com pintores da região como Bonfigli e Fiorenzo di Lorenzo. De acordo com Vasari, Pinturrichio era assistente de Perugino.
A obras da região na Renascença são muito semelhantes e pinturas de Perugino, Pinturicchio, Lo Spagna e do jovem Rafael são constantemente confundidas. Na execução de grandes afrescos, os assistentes geralmente finalizavam a obra do pintor-mestre, o que fez com que muitos dos estilos se confundissem.
Após ajudar Perugino em seus afrescos na Capela Sistina, Pinturicchio foi contratado pela Família Della Rovere para pintar uma série de peças na Igreja de Santa Maria del Popolo, em Roma, onde trabalhou de 1484 a 1492.
Em 1492, Pinturicchio foi chamado a Orvieto, onde pintou dois profetas e dois doutores para a Catedral da cidade. No ano seguinte voltou a Roma, onde foi empregado pelo Papa Alexandre VI para decorar seis salas do Palácio Vaticano. Estas salas hoje são parte da Biblioteca do Vaticano. Com a ajuda de seus assistentes, finalizou estas salas de 1492 a 1498.
Outro afresco importante em Roma, ainda em bom estado de conservação, são aqueles que decoram a Cappella Bufalini no sudeste da Igreja de Santa Maria em Ara Coeli, provavelmente executados de 1497 a 1500.
Em 1504, projetou um painel de mosaico para a Catedral de Siena: A História da Fortuna, ou a Colina da Virtude.

## Ver Também
- História da pintura
- Pintura da Renascença Italiana